# نبوءات عن المسيح

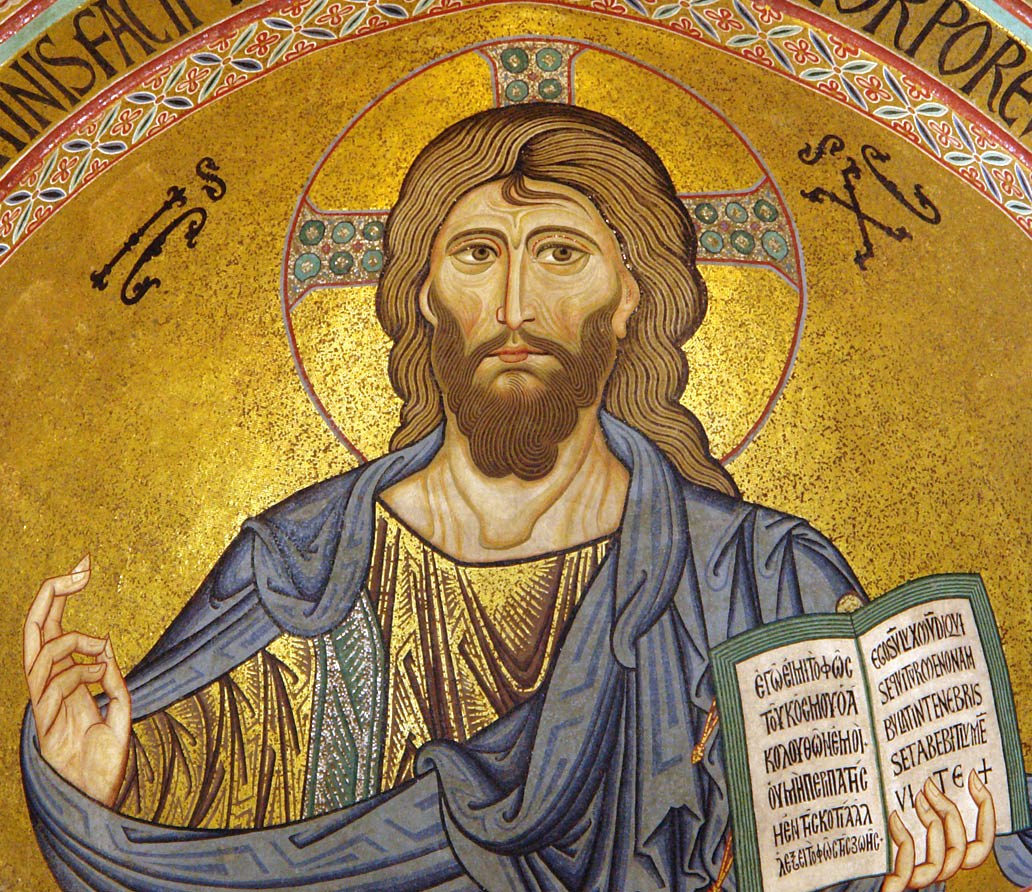

النبوءات عن المسيح وتعرف أيضًا باسم النبوءات المسيانية هي مجموعة أقوال الأنبياء وردت في الأسفار المقدسة ضمن التوراة والمزامير أو سائر أسفار العهد القديم أو التناخ، الذي يصنفه اليهود والمسيحيون ضمن الكتاب المقدس؛ وتصف جانبًا من حياة المسيح المنتظر أو تحدد بعضًا من مهامه ومراحل حياته. إنّ أقدم إشارة في الكتاب المقدس لنبؤة عن النبي الآتي وردت في سفر التكوين، فبعد السقوط وعد الله حواء، أنّ من نسلها سيأتي المخلّص الذي ينتصر على الشيطان ويدلّ على طريق الله بأنصع الطرق. لاحقًا تكررت الوعود مع إبراهيم وموسى وبشكل خاص داود، ومن ثم الأنبياء في فترة السبي إلى بابل وما بعدها، لاسيّما سفر أشعياء وسفر دانيال.
الغاية والهدف من هذه النبوءات، على وجه الخصوص، إثبات دعوة المختارة وعضده، بحيث تكون الأسفار تأييدًا فعليًا له حين يأتي، هذا المختار أو النبي الآتي، دعي المخلّص ومن ثم المسيح، وهو لا يزال قيد الانتظار في الديانة اليهودية بينما يؤمن المسيحيون بأنه يسوع الناصري.
هناك بعض الخلافات، في تحديد ماهية النبوّة بين المدارس المختلفة، وفي بعض الأحيان تكون ذات بعدين آني بالنسبة إلى المتكلم ورؤيوي بالنسبة للمستقبل، وأخيرًا فإن جميع النبوءات التي تناقلتها الأسفار اليهودية - المسيحية المقدسة، تشير إلى شخص واحد، ولا يمكن تجزئتها، وتحقيق جميعها أمر واجب.

## النبوءات

### ولادته
- «ولكن السيّد نفسه يعطيكم آية، ها إنّ العذراء تحبل وتلد ابنًا وتدعو اسمه عمانوئيل». - أشعياء 7: 14.
- «وأما أنت يا بيت لحم أفراته، لست الصغيرة بين ألوف يهوذا، منك يخرج الذي يكون متسلطًا على إسرائيل ومخارجه منذ القديم، منذ أيام الأزل». - ميخا 5: 2.
- «لأنه يولد لنا ولد، ونعطى ابنًا، وتكون الرئاسة على كتفه». - أشعياء 9: 6.

### نسبه
- «ويخرج قضيب من جذع يسّى، وينبت غصن من أصوله، ويحلّ عليه روح الرّب، روح الحكمة والفهم، روح المشورة والقوّة، روح المعرفة ومخافة الرّب». - أشعياء 11: 1.
- «ها أيام تأتي يقول الرب، وأقيم لداود غصن بر، فيملك كملك وينجح، ويجري حقًا وعدلاً في الأرض». - أرميا 23: 5.
- «أراه ولكن ليس الآن، أبصره ولكن ليس قريبًا، يبرز كوكب من يعقوب، ويقوم قضيب في إسرائيل». - عدد 24: 17.
- «لا يزول قضيب من يهوذا، أو مشترع من بين رجليه، حتى يأتي... وله يكون خضوع الشعوب». - تكوين 49: 10.
- «ويكون في ذلك اليوم، أن أصل يسّى القائم راية للشعوب إياه تطلب الأمم ويكون محلّه مجدًا» - أشعياء 11: 4.

### نشاطه
- «أرض زبولون وأرض نفتالي، طريق البحر عبر الأردن، جليل الأمم، الشعب السالك في الظلمة أبصر نورًا عظيمًا، الجالسون في أرض ظلال الموت، أشرق عليهم نور». - أشعياء 9: 1-2.
- «أنا الرّب، قد دعوتك بالبرّ، فأمسك بيدك وأحفظك، وأجعلك عهدًا للشعب ونورًا للأمم، لتفتح عيون العمي، لتخرج من السجن المأسورين، من بيت السجن الجالسين في الظلمة». - أشعياء 42: 6-7.
- «أرسل كلمته فشافهم، ونجاهم من تهلكاتهم، فليحمدوا الرّب على رحمته وعلى عجائبه لبني آدم، وليذبحوا ذبائح الحمد، وليعيّدوا أعماله بترنم». - مزمور 107: 20-22.
- «هوذا عبدي الذي أعضده، مختاري الذي سرّت به نفسي، وضعت روحي عليه، فيخرج الحق للأمم». - أشعياء 22: 14.
- «حينئذ تفتح عيون العمي، وآذان الصمّ تتفتح، حينئذ يقفز الأعرج كالأيل، ويترنم لسان الأخرس». - أشعياء 5-6.
- «لأنّ الرب مسحني لأبشر المساكين، أرسلني لأعصب منكسري القلب، لأنادي للمسبيين بالعتق والمأسورين بالإطلاق، لأنادي بسنة مقبولة للرب، وبيوم انتقام لإلهنا، لأعزّي كل النائحين». - أشعياء 61: 1-3.
- «صنع ذكرًا لعجائبه، حنّان ورحيم هو الرّب. أعطى خائفيه طعامًا، يذكر إلى الأبد عهده، أخبر شعبه بقوّة أعماله، ليعطيهم ميراث الأمم، أعمال يديه أمانة وحق، وكل وصاياه أمينة، ثابتة مدى الدهر والأبد، مصونة بالحق والاستقامة». - مزمور 11: 4-8.
- «هكذا قال ربّ الجنود، إن يكن ذلك عجيبًا في أعين بقية الشعب في هذه الأيام، أفيكون عجيبًا في عيني، يقول رب الجنود؟.» - زكريا 8: 6.
- «هوذا عبدي يعقل، ويتعالى، ويرتقي، ويتسامى جدًا». - أشيعاء 52: 13.
- «الحجر الذي رفضه البناؤون قد صار رأس الزاوية، من قبل الرب كان هذا وهو عجيب في أعيننا». - مزمور 118: 22-23.

### الآلام والقيامة
ملاحظة: لا تقرّ اليهوديّة بجميع النبوءات المختصّة بالآلام والقيامة بوصفها نبوءات متعلقة بالمنتظر، على سبيل المثال فسّرت بعضها بوصفها مرتبطة بالنبي أرميا لا بالمسيح المنتظر.
- «مبارك الآتي باسم الرب». - مزمور 118: 26.
- «ابتهجي جدًا يا ابنة صهيون، اهتفي يا ابنة أورشليم، هوذا ملكك يأتي إليك، وهو عادل ومنصور، وديع وراكب على حمار وعلى جحش ابن أتان». - زكريا 9: 9.
- «من أفواه الأطفال والرضّع، أسست لك حمدًا». - مزمور 8: 2.
- «ويكون في ذلك اليوم يقول السيّد الرّب، أني أغيب الشمس في الظهر وأقتم الأرض في يوم النور». - عاموس 8: 9.
- «وأفيض على بيت داود وعلى سكان أورشليم روح النعمة والتضرعات، فينظرون إلى الذي طعنوه وينوحون عليه كنائح على وحيد له، ويكونون في مرارة عليه كمن هو في مرارة على بكره». - زكريا 22: 10.
- «شهود زور يقومون عليّ، وعما لم أعمل يسألونني». - مزمور 35: 11.
- «ثقبوا يديّ ورجليّ، أحصوا كل عظامي، وهم ينظرون ويتفرسون فيّ، يقسمون ثيابي بينهم وعلى لباسي يقترعون». - مزمور 22: 16-18.
- «ويجعلون في طعامي علقمًا، وفي عطشي يسقونني خلاً». - مزمور 69: 21.
- «رجل سلامتي الذي وثقت به، آكل خبزي رفع عليّ عقبه». - مزمور 41: 9.
- «الهاوية من أسفل مهتزة لاستقبال قدومك، منهضة لك الأخيلة وجميع عظماء الأرض». - أشعياء 4: 13.
- «ولكنّ أحزاننا حملها، وأوجاعنا تحملها، ونحن حسبناه مصابًا مضروبًا من الله ومذلولاً، وهو مجروح لأجل معاصينا، مسحوق لأجل آثامنا، تأديب سلامنا عليه، وبجبره شفينا. كلنا كغنم ضللنا، مال كل واحد إلى طريقه، والرّب وضع عليه إثم جميعنا، ظلم أما هو فتذلل ولم يفتح فاه. كشاة تساق إلى الذبح، وكنعجة أمام جازيها لم يفتح فاه.» - أشعياء 53: 4-7.
- «ويكون مقدسًا، وحجر صدمة وصخرة عثرة لبني إسرائيل، وفخًا وشركًا لسكان أورشليم، فيعثر بها كثيرون». - أشعياء 8: 14-15.
- «لماذا ارتجت الأمم وتفكّرت الشعوب بالباطل، قام ملوك الأرض وتآمر الرؤساء معًا على الرّب وعلي مسيحه، لنقطع قيودهما ولنطرح عنهما ربطهما، الساكن في السموات يضحك، الرّب يستهزئ بهم، حينئذ يتكلم عليهم بغضبه، يرجفهم بغيظه، أما أنا فقد مسحت ملكي على صهيون جبل قدسي، إني أخبر من جهة قضاء الرّب، قال لي، أنت ابن أنا اليوم ولدتك، اسألني فأعطيك الأمم ميراثًا لك، وأقاصي الأرض ملكًا». - مزمور 2: 1-8.
- «لن تترك نفسي في الهاوية، لن تدع تقيك يرى فسادًا». - مزمور 16: 10.
- «قال الرب لربي، اجلس عن يميني، حتى أضع أعدائك موطئًا لقدميك». - مزمور 110: 1.
- «ارفعنّ أيتها الأرتاج رؤوسكنّ، وارتفعنّ أيها الأبواب الدهريات، فيدخل ملك المجد. من هو هذا ملك المجد؟ الرّب القدير الجبار». - مزمور 24: 7-10
- «هذا هو اليوم الذي صنعه الرب، فلنفرح ولنتهلل به». - مزمور 118: 24.

### إقامته، بعثه، ديمومة ملكه، وختام النبؤة
- «الرّب قناني أول طريقه، من قبل أعماله منذ القدم، منذ الأزل مُسحت، منذ البدء، من أوائل الأرض». أمثال 8: 23.
- «يقيم لك الرّب إلهك، نبيًا من وسط إخوتك، مثلي، له تسمعون». - تثنية الاشتراع 18: 15.
- «أقيم لهم، نبيًا من وسط إخوتك، مثلك، وأجعل كلامي في فمه، فيكلمهم بكلّ ما أوصيه به». - تثنية الاشتراع 18: 18.
- «قطعت عهدًا مع مختاري، حلفت لداود عبدي، إلى الدهر أثبت نسلك، وإلى دور فدور كرسيك». - مزمور 89: 13-14.
- «وضعت على رأسه تاجًا من إبريز». - مزمور 20: 3.
- «كنت أرى رؤى في الليل، وإذا مع سحب السماء مثل ابن إنسان أتى وجاء إلى القديم الأيام، فقرّبوه أمامه. فأعطي سلطانًا ومجدًا وملكوتًا لتتعبد له كل الشعوب والأمم والألسنة، سلطانه سلطان أبدي لن يزول، وملكوته لا ينقرض». - دانيال 7: 13-14.
- «ويقيم إله السموات مملكة لن تنقرض، وملكها لا يترك لشعب آخر، وتسحق وتفني كل هذه الممالك، وهي تثبت إلى الأبد». - دانيال 2: 44.
- «سبعون أسبوعًا قضيت على شعبك، وعلى مدينتك المقدسة، لتكميل المعصية، وتتميم الخطايا، ولكفارة الإثم، وليؤتى بالبرّ الأبدي، ولختم الرؤيا والنبوة، ولمسح قدوس القدوسين». - دانيال 9: 24.
- «يكون اسمه إلى الدهر، أمام الشمس يمتدّ اسمه، ويتباركون به، كل أمم الأرض يطوبونه». - مز 72.